# العلاقات الإثيوبية الدومينيكانية
العلاقات الإثيوبية الدومينيكانية هي العلاقات الثنائية التي تجمع بين إثيوبيا وجمهورية الدومينيكان.

## مقارنة بين البلدين
هذه مقارنة عامة ومرجعية للدولتين:
| وجه المقارنة                                              | إثيوبيا                        | جمهورية الدومينيكان |
| --------------------------------------------------------- | ------------------------------ | ------------------- |
| المساحة (كم2)                                             | 1.10 مليون                     | 48.67 ألف           |
| عدد السكان (نسمة)                                         | 104.96 مليون                   | 10.40 مليون         |
| الكثافة السكانية (ن./كم²)                                 | 95.42                          | 213.68              |
| العاصمة                                                   | أديس أبابا                     | سانتو دومينغو       |
| اللغة الرسمية                                             | اللغة الأمهرية                 | اللغة الإسبانية     |
| العملة                                                    | بير إثيوبي                     | بيزو دومنيكاني      |
| الناتج المحلي الإجمالي (بليون دولار)                      | 80.56 مليار                    | 75.93 مليار         |
| الناتج المحلي الإجمالي (تعادل القوة الشرائية) بليون دولار | 161.90 مليار                   | 149.89 مليار        |
| الناتج المحلي الإجمالي الاسمي للفرد دولار أمريكي          | 619                            | 6.47 ألف            |
| الناتج المحلي الإجمالي للفرد دولار أمريكي                 | 1.50 ألف                       | 13.26 ألف           |
| مؤشر التنمية البشرية                                      | 0.442                          | 0.715               |
| رمز المكالمات الدولي                                      | +251                           | +1809، +1829، +1849 |
| رمز الإنترنت                                              | .et                            | .do                 |
| المنطقة الزمنية                                           | ت ع م+03:00، توقيت شرق أفريقيا | 00                  |

## منظمات دولية مشتركة
يشترك البلدان في عضوية مجموعة من المنظمات الدولية، منها:
| علم المنظمة | اسم المنظمة                                 | تاريخ انضمام إثيوبيا | تاريخ انضمام جمهورية الدومينيكان |
| ----------- | ------------------------------------------- | -------------------- | -------------------------------- |
|             | الاتحاد البريدي العالمي                     | ?                    | ?                                |
|             | مؤسسة التنمية الدولية                       | 11 أبريل 1961        | 16 نوفمبر 1962                   |
|             | منظمة حظر الأسلحة الكيميائية                | ?                    | ?                                |
|             | الأمم المتحدة                               | 13 نوفمبر 1945       | 24 أكتوبر 1945                   |
|             | وكالة ضمان الاستثمار متعدد الأطراف          | 13 أغسطس 1991        | 7 مارس 1997                      |
|             | منظمة الشرطة الجنائية الدولية               | ?                    | ?                                |
|             | مؤسسة التمويل الدولية                       | 20 يوليو 1956        | 31 أكتوبر 1961                   |
|             | مجموعة دول أفريقيا والكاريبي والمحيط الهادئ | ?                    | ?                                |
|             | البنك الدولي للإنشاء والتعمير               | 27 ديسمبر 1945       | 18 سبتمبر 1961                   |
|             | يونسكو                                      | 1 يوليو 1955         | 4 نوفمبر 1946                    |

## وصلات خارجية
- موقع وزارة الخارجية الإثيوبية